# Le Voyage en Chine
Le Voyage en Chine est un opéra-comique en 3 actes d'Eugène Labiche et Delacour, musique de François Bazin, représenté pour la 1re fois à Paris au théâtre de l'Opéra-Comique le 9 décembre 1865.

Mise en scène de Mocker.
Le texte a paru aux éditions Dentu.

## Distribution
| Acteurs et actrices ayant créé les rôles |                         |
| Personnage                               | Acteur ou actrice       |
| Henri de Kernoisan                       | Achille-Félix Montaubry |
| Pompéry                                  | M. Couderc              |
| Alidor de Rosenville                     | M. Sainte-Foy           |
| Maurice Fréval                           | M. Charles Ponchard     |
| Me Bonneteau, notaire                    | M. Victor Prilleux      |
| Martial                                  | M. Bernard              |
| Caroline, femme de Pompéry               | Mme Révilly             |
| Marie, fille de Pompéry                  | Mme G. Gontier          |
| Berthe, fille de Pompéry                 | Marie Cico              |
| Un domestique                            | M. Blot                 |
| Un garçon d'hôtel                        | M. Lejeune              |